# Robertas Poškus
Robertas Poškus   (Klaipėda, 5 de maig de 1979) és un exfutbolista lituà de la dècada de 2000 i entrenador.
Fou 48 cops internacional amb la selecció lituana. Pel que fa a clubs, defensà els colors de Hamburger SV, FC Krylia Sovetov Samara, FC Zenit St. Petersburg o FC Sibir Novosibirsk. Posteriorment ha estat entrenador.